# تک‌تبار

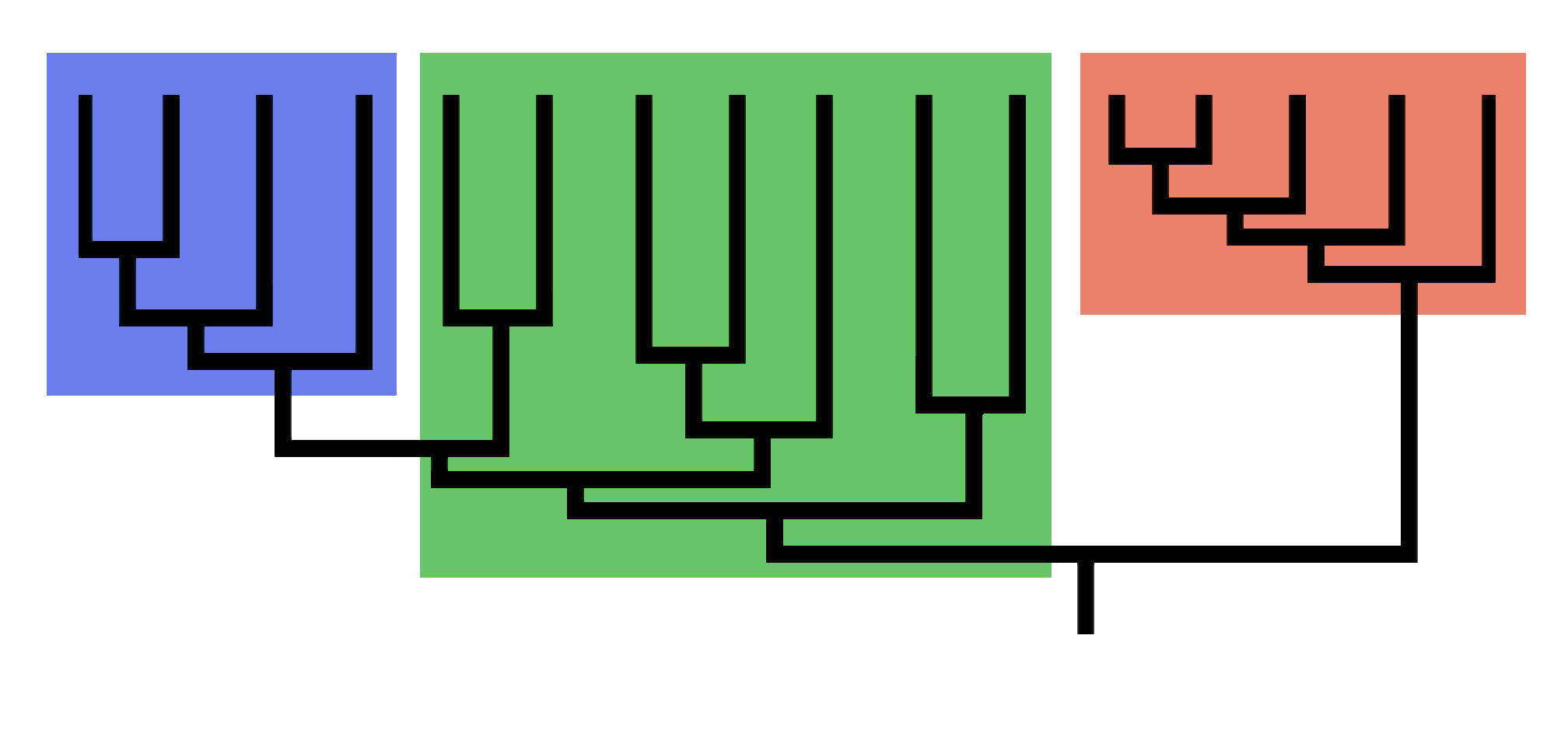
درخت تبارزایی، گروه‌های به رنگ آبی (چپ) و قرمز (راست) نمایانگر گروه‌های فراگیر هستند و گروه سبزرنگ نافراگیر است.

در علم شاخه‌بندی (کلادیستیک) زیست‌شناسی، تک‌تبار (به انگلیسی: Monophyly) و تک‌تباری (به انگلیسی: Monophyletic) به گروهی از جانداران گفته می‌شود که یک نیای اصلی و همه نوادگان آن را دربر بگیرد.
تک‌تباری گروهی که شامل تمام انواع مشتق شده از یک گونه اجدادی باشد، به نوعی که هر گونه‌ای که از نوع اجدادی مذکور  تکامل یافته باشد جزء آن قرار گیرد و تمام آن گونه‌ها، از یک گونهٔ اجدادی و نه بیشتر مشتق شده باشند. مثلاً «پرندگان» گروهی تک‌تباری است. در طبقه‌بندی، تنها گروه‌هایی که تک‌تباری باشند از نظر علمی معتبرند.
طبقه‌بندی‌های مبتنی بر تبارزایش تلاش در ایجاد و معرفی جانداران و آرایه‌هایی دارند که تک‌تباری هستند یعنی گروه‌هایی که دارای یک گونه نیایی مشترک می‌باشند.
به عنوان نمونه شواهد نشان می‌دهد که همه پرندگان و خزندگان از یک نیای مشترک پدید آمده‌اند بنابراین با قرار دادن آن‌ها در یک دسته گروهی تشکیل می‌شود که هم نیای اصلی و هم همه نوادگان او را دربر می‌گیرد و بنابراین یک تک‌تباری (زرد در شکل کنار) است. از آن‌جا که پرندگان تفاوتی عمده با خزندگان پیدا کرده‌اند زمانی که آن‌ها را از دسته خزندگان برداشته و حذف کنیم یک پیراتباری (پارافیلتیک) (آبی فیروزه‌ای در شکل دوم) باقی می‌ماند. یک مثال دیگر در نظر گرفتن گروهی به نام جانوران خونگرم است که شامل تنها پستانداران و پرندگان می‌شود (قرمز / نارنجی در شکل) به این دسته، چندتباری (پلی‌فیلتیک) گفته می‌شود زیرا اعضای آن اخیراً نیای مشترک نداشته‌اند.

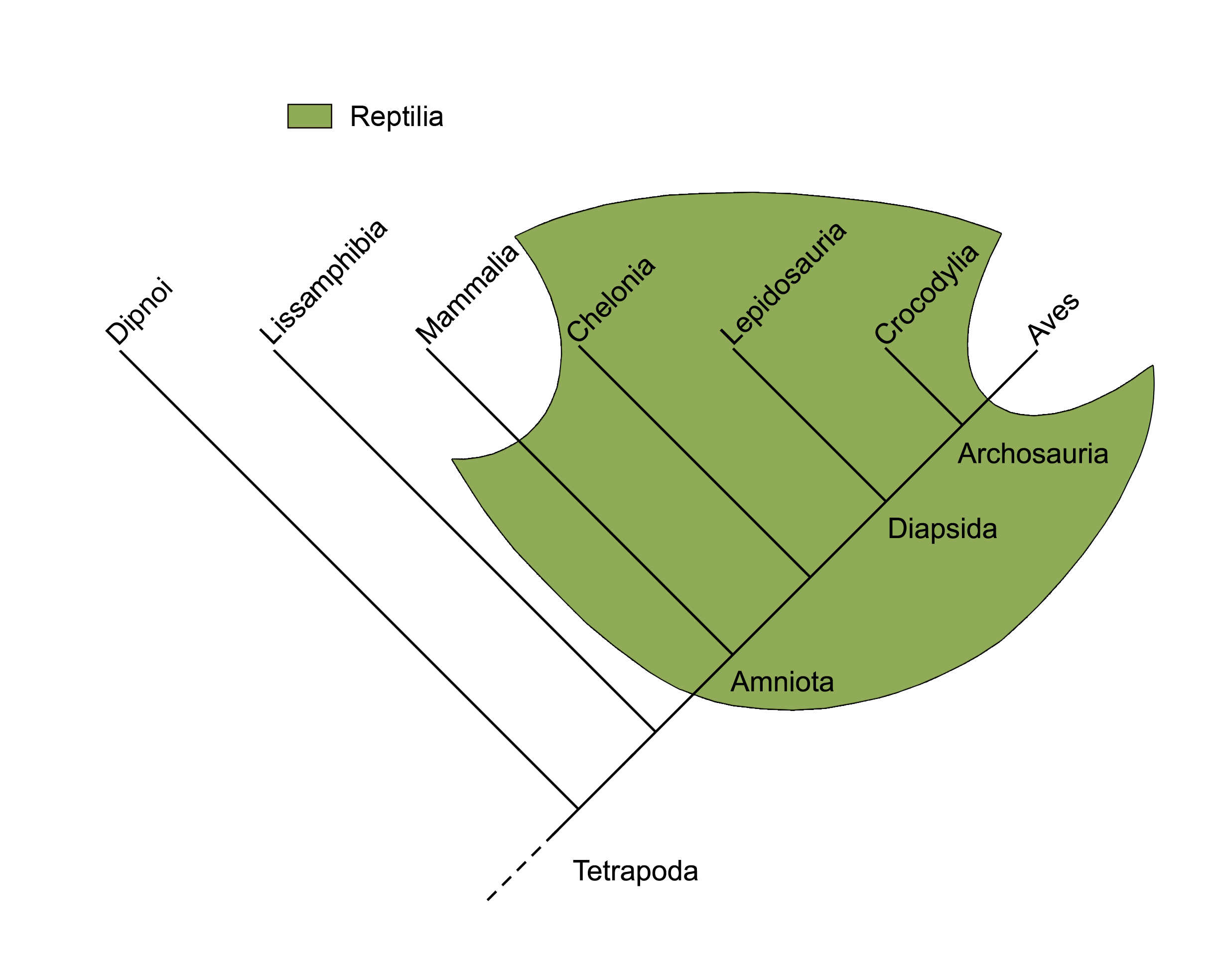
طبقهٔ سنتی خزندگان (منطقه سبزرنگ) یک گروه نافراگیر شامل همه آب‌پرده‌داران (آمنیوتا) به جز پستاندران و پرندگان است. بر خلاف آن، کلاد آب‌پرده‌داران خودش یک تک‌تباری است.
در درخت تبارزایی نخستی‌سانان، یک تک‌تباری (میمونان، به رنگ زرد) مشاهده می‌شود. همچنین یک گروه نافراگیر (پیش‌میمونان، به رنگ آبی و شامل منطقه قرمز)، و یک چندتباری (چشم‌گرد و شبگردان هندی، به رنگ قرمز) نیز مشاهده می‌شود.

## تک‌تباری دودمانی
هرگاه یک تک‌تباری را به این نحو تعریف کنیم که مثلاً: «این گروه شامل تمام انواعی است که به A از B نزدیکتر باشند» آن را گروهی دودمانی (Stem based) می‌گوییم. مثلاً تعریف امروزی خزنده‌چهرگان (سوروپسیدا) (تقریبا هم‌ارز خزندگان) به این صورت است: کروکودیل و تمام انواعی که به کروکودیل نزدیکتر باشند تا به اسب. با این تعریف مسلماً پرندگان نیز مشمول خزنده‌چهرگان خواهند شد.

## تک‌تباری گره‌ای
هرگاه یک تک‌تباری را به این نحو تعریف کنیم که مثلاً: «این گروه شامل جدیدترین جد مشترک A و B و تمام انواعی است که از آن مشتق شده‌اند» آن را گروهی گره‌ای (Node based) می‌گوییم. مثلاً تعریف امروزی پرندگان به این صورت است: جدیدترین جد مشترک کبوتر و کهن‌بال (آرکئوپتریکس) و تمام انواعی که از آن مشتق شده‌اند.
تفاوت دو تعریف دودمانی و گره‌ای را می‌توان از طریق یک مثال مشخص کرد: روش مرسوم بر این است که هر گروه دودمانی شامل زیرگروه‌های گره‌ای و هر گروه گره‌ای شامل زیر گروه‌های دودمانی است. مثلاً گروه‌های خزندگان و خزنده‌چهرگان را در نظر می‌گیریم (از این پس سعی می‌کنیم اسامی خاص علمی را به همان زبان لاتین و مطابق قوانین نام‌گذاری استفاده کنیم).
تعریف خزندگان از این قرار است: جدیدترین جد مشترک تمساح و مسوسورس  و تمام انواعی که از آن مشتق شده‌اند.
این تعریف شامل همهٔ انواعی می‌شود که مشمول تعریف خزنده‌چهرگان هم هستند. اما تفاوت آنها در این است که اگر نمونه‌ای فرضی یافت شود که از مسوسوروس ابتدایی‌تر باشد ولی در همان مسیر تکامل به سمت تمساح باشد و نه در مسیر تکامل به سمت ستوران آن گاه این نمونهٔ جدید و فرضی جزء هم‌کمانان (سیناپسیدا) است اما جزء خزندگان نیست.

همه پرندگان و خزندگان از یک نیای مشترک پدید آمده‌اند. همچنین جانوران خونگرم یک گروه چندنیا است.

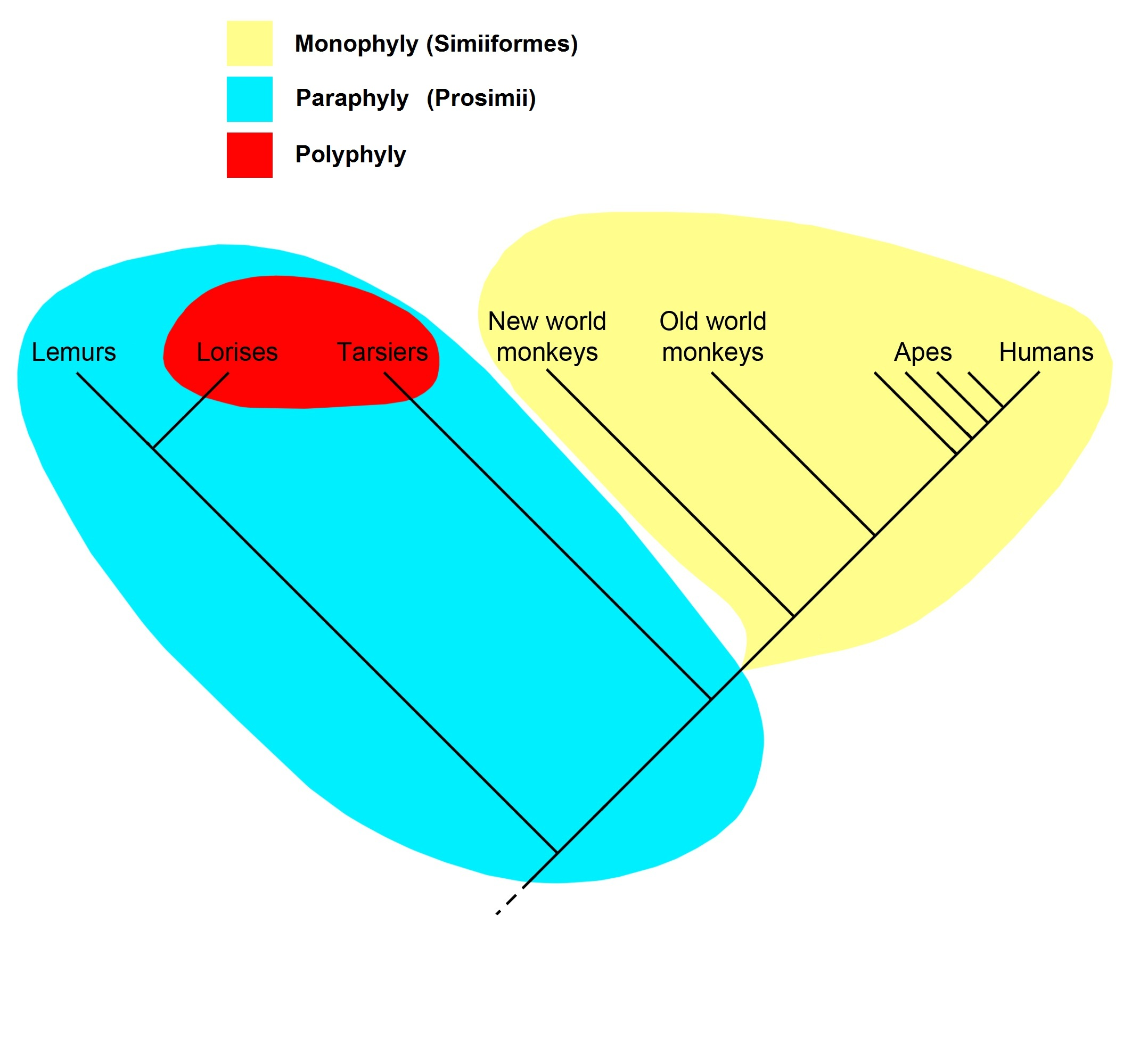
درخت تبارزایی نخستی‌سانان، نمایشگر یک تک‌تباری (میمونان، به رنگ زرد)، یک گروه نافراگیر (پیش‌میمونان، به رنگ آبی و شامل منطقه قرمز)، و یک گروه چندنیا (نخستی‌های شب‌زی، چشم‌گرد و شبگردان هندی، به رنگ قرمز) است.